# Щемиловский жилмассив
Щемиловский жилмассив — несколько расположенных в Санкт-Петербурге зданий, современный адрес — Фарфоровская улица 14-28.
Здания были построены в 1929—1932 годах по проекту Г. А. Симонова и Т. Д. Каценеленбоген (вероятно, с участием А. С. Никольского в проектировании домов 22 и 24). Названию жилмассиву дала ранее расположенная здесь деревня Щемиловка. Жильё было построено для работнирков расположенных рядом пивоваренного завода «Вена», Фарфорового завода и железнодорожной станции Сортировочная.
В проезде между компактно стоящими зданиями в 1930-е годы находился фонтан, на первых этажах фланкирующих проект домов 14 и 26 располагались магазин и библиотека. На домах 22 и 24 сделаны круглые ризалиты, в конце массива расположен пятиэтажный дугообразный дом длиной более 350 метров с характерной для Симонова подворотней с выступом. Длина дома объясняется экономией материалов (меньше капитальных кирпичных стен, меньший расход труб и кабелей). Планировалось окраска секций в разные цвета, но это не было осуществлено; окраска длинного здания в розовый цвет усилила ассоциацию, по которой здание получило прозвище «дом-колбаса». Исходно часть плоскостей стен жилмассива была украшена выступами каждого второго ряда облицовочного кирпича на половину кирпичного модуля.
Квартиры жилмассива по современным стандартам небольшие.